# Lingam
Lingam (sanskrtsko लिङ्ग, latinizirano: liṅga; znak, simbol, znamenje), včasih imenovan tudi linga ali šiva linga, je abstraktna ali anikonična predstavitev hindujskega boga Šive v šivaizmu. Običajno je primarna murti ali pobožna podoba v hindujskih templjih, posvečenih Šivi, najdemo ga tudi v manjših svetiščih ali kot samo-manifestirane naravne objekte. Pogosto je predstavljen v ploščadi v obliki diska, joni – njegovega ženskega dvojnika, sestavljenega iz ploščatega elementa, vodoravnega v primerjavi z navpičnim lingamom, zasnovanega tako, da omogoča tekoče daritve odcediti za zbiranje. Skupaj simbolizirata zlitje mikrokozmosa in makrokozmosa, božanski večni proces ustvarjanja in regeneracije ter združitev ženskega in moškega, ki poustvari ves obstoj.
Prvotni pomen lingama kot »znamenja« je uporabljen v Švetašvatara Upanišadi, ki pravi, da »Šiva, Vrhovni Gospod, nima liūga«, liuga (sanskrt लि‌ऊग IAST: liūga), kar pomeni, da je transcendentalen, presega vse značilnosti in, posebej, znak spola. Lingam velja za »zunanji simbol« »brezoblične resničnosti«, simbolizacijo zlitja »prvotne snovi« (Prakṛti) s »čisto zavestjo« (Puruša) v transcendentalnem kontekstu.
Metaforični ustvarjalni princip lingam-joni, združitev ženskega in moškega, večni kozmološki proces ustvarjanja je prikazan tudi v kitajski filozofiji Jin in jang, kjer etimološko in pomensko Jin predstavlja žensko, polovična enost zavesti in Jang označuje moško, druga polovica pa skupaj simbolizira celoto ali enost-zavest v kreaciji. Lingam je konceptualiziran kot simbol generativne in destruktivne moči, zlasti v ezoteričnih praksah kaule in tantra, pa tudi v hinduistični tradiciji šaivizma in šaktizma.
Lingam najdemo v sanskrtskih besedilih, kot so Švetašvatara Upanišada, Samkhja, Vaišešika in druga besedila s pomenom 'dokaz, potrdilo' o Bogu in Božjem obstoju{{refn| ali obstoju brezobličnega Brahmana. Ikonografija lingama, najdena na arheoloških najdiščih Indijske podceline in jugovzhodne Azije, vključuje preproste cilindre, vstavljene v joni; zaobljeni stebri mukhalinga z rezbarijami, kot je ena ali več mukha (obrazov); in anatomsko realistične predstavitve falusa, kot je na Gudimallam Lingamu. V šaivizemskih tradicijah se lingam obravnava kot oblika duhovne ikonografije.

## Zgodovina

### Arheološke najdbe iz civilizacije doline Inda
Po Chakrabartiju so »nekateri kamni, najdeni v Mohendžo-daru, nedvomno falični kamni«. Ti so datirani v čas pred 2300 pr. n. št. Podobno, navaja Chakrabarti, ima kalibanško najdišče Harapa majhno upodobitev iz terakote, ki bi »brez dvoma veljala za repliko sodobne Šivlinge [cevastega kamna]«. Glede na Encyclopædijo Britannica, medtem ko odkritja v Harapi vključujejo »kratke valjaste stebre z zaobljenimi vrhovi«, ni dokazov, da so ljudje civilizacije doline Inda častili te artefakte kot lingame. Po besedah Srinivasana so na najdišču Harapa našli predmete, ki spominjajo na lingam. To vključuje »sedečo itifalno figuro s trizobo glavo«, ki je bila najdena na indskih pečatih, »je bila primerjana s Šivo kot meditacijskim asketom«, pravi Srinivasan.
Arheologa iz kolonialne dobe John Marshall in Ernest Mackay sta predlagala, da so nekateri artefakti, najdeni na lokacijah Harapa, lahko dokaz čaščenja joni-lingam v Indski civilizaciji. Učenjaki, kot je Arthur Llewellyn Basham, nasprotujejo, ali so takšni artefakti, odkriti na arheoloških najdiščih v dolini Inda, joni. Na primer, Jones in Ryan navajata, da so oblike lingama/jonija našli na arheoloških najdiščih v Harapi in Mohendžo-daru, ki sta del Indske civilizacije. Nasprotno pa indologinja Wendy Doniger navaja, da je ta razmeroma redek artefakt mogoče razlagati na več načinov in da je bil neupravičeno uporabljen za divje špekulacije, kot je lingam. Še en indski žig, ki se pogosto imenuje Pašupatijev pečat, navaja Doniger, ima podobo, ki je na splošno podobna Šivi in »ljudje Inda so morda ustvarili simboliko božanskega falusa«, vendar glede na razpoložljive dokaze ne moremo biti prepričani, niti ali vemo, da je imelo enak pomen, kot bi ga nekateri trenutno predvidevali, da bi lahko pomenilo.
Indolog Asko Parpola pravi, da »je res, da sta Marshallova in Mackayeva hipoteza o čaščenju linge in jonija s strani Harapov temeljila na precej šibkih temeljih in da se na primer razlaga tako imenovanih prstanov kot jonijev zdi nevzdržna«. Citira članek Dalesa iz leta 1984, ki pravi, da »z edino izjemo neidentificirane fotografije realističnega faličnega predmeta v Marshallovem poročilu ni nobenih arheoloških dokazov, ki bi podprli trditve o posebnih spolno usmerjenih vidikih harapske religije«. Vendar, dodaja Parpola, ponovna preiskava najdišč v dolini Inda kaže, da Mackayeve hipoteze ni mogoče izključiti, saj so v Harapa zdaj identificirali erotične in spolne prizore, kot so itifalni moški, gole ženske, človeški par med spolnim odnosom in odtisi trolistov. »Fino polirano okroglo stojalo«, ki ga je našel Mackay, je morda joni, čeprav je bilo najdeno brez linge. Odsotnost linge, navaja Parpola, morda zato, ker je bil narejen iz lesa, ki se ni ohranil.

### Švetašvatara Upanišada
Švetašvatara Upanišada navaja, da je od treh pomenov Lingama primarni »neminljivi Puruša«, absolutna resničnost, pri čemer je lingam 'znak', oznaka, ki zagotavlja obstoj Brahmana, ki je sama brez oblike. Poleg tega je omenjeno, da je Šiva transcendenten, onstran katere koli značilnosti ali liūga, zlasti znaka spola. Lingam, znak, ne označuje le obstoja zaznavnih »stvari«, ampak označuje tudi nezaznavno bistvo »stvari« ali delčkov Brahmana, imenovanih Atma, še preden je ta stvar obstajala v kakršni koli konkretni obliki. Neopazno bistvo 'stvari' je v svoji potencialnosti liūga stvari.
Vpogled v Švetašvatara Upanišada, posredovan z besedo liūga, je izrecno formuliran v Samkhji in šolah joge ali načinih gledanja na stvari, to je gledanja na njihov videz in končno resničnost. Liriga tukaj označuje subtilno telo (liṇga śarīra), ki leži v ozadju in ontološko pred vsem zaznavnim. Zaznavno stanje je v tem kontekstu grobo telo (sthūla śarīra) ali konkretna resničnost, kot se zdi čutilom. Vmes med Končno in konkretno resničnostjo je Prakṛti, imenovana tudi Pradhana, ki je neopazen substrat manifestiranega sveta ali pramaterije. Iz te neopazne kozmične snovi so izšle vse stvari in h kateri se bodo nazadnje vrnile.
Tri Gune (je koncept v hinduizmu in sikizmu, ki ga lahko prevedemo kot »kakovost, posebnost, lastnost, lastnost«) so Satva, Radžas in Tamas. Funkcije kot težnje skozi načela in moči kozmične snovi so povezani Budi, »kozmična inteligenca ali razodetje«; Ahamkara, individuacija'; in Manas, um. Iz teh se razvije moč (Indrija) spoznanja, ki omogoča obstoj sluha, tipanja, videnja, okušanja in vonja ter njihovih ustreznih subtilnih elementov. Iz teh nadčutnih (Tanmatras) nastanejo čutne podrobnosti (Mahābhūta). So eter ali prostor (Akaša), zrak (Vaju), ogenj (Agni), voda (Ap) in zemlja (Bhumi), Panča Bhotas. So nosilci tanmater in sestavljajo grobo telo konkretne, zaznavne in partikularizirane resničnosti. Subtilno telo (liṇga śarīra) je subtilni prototip grobega telesa, neopazna snov energije, s katero se vsi pojavi projicirajo v konkretno realnost, kot ogenj iz njegove zakasnitve. Subtilno telo, samo po sebi nespremenljivo, spremlja življenje-posameznika (dživa) skozi cikle rojstev in smrti in je končno ponovno absorbirano v principe in moči, iz katerih je bilo sestavljeno.

### Linga Purana
Linga Purana navaja: »Šiva je brez znamenj, brez barve, okusa, vonja, ki je onstran besede ali dotika, brez kakovosti, negiben in nespremenljiv«. Vir vesolja je brez znamenja in vse vesolje je manifestirana Linga, zveza nespremenljivega principa in vedno spreminjajoče se narave. Besedili Linga Purana in Šiva Gita temeljita na tem temelju. Linga, pravi Alain Daniélou, pomeni znak. Je pomemben koncept v hindujskih besedilih, kjer je Linga manifestiran znak in narava nekoga ali nečesa. Spremlja koncept Brahmana, ki je kot nevidno brezznačno in obstoječe načelo brezoblično ali brez jezikov.

### Vedska literatura
Besede lingam ne najdemo v Rigvedi ali drugih Vedah. Vendar Rudra (proto-Šiva) najdemo v vedski literaturi. Čaščenje lingama ni bilo del vedske religije. Čaščenje lingama izvira iz slavne himne v Atharva Veda Samhita, ki se poje v hvalnico Jupa-Stambhi, žrtvenemu postu. V tej himni najdemo opis neskončne Stambhe ali Skambhe in pokažemo, da je omenjena Skambha postavljena na mesto večnega Brahmana. Tako kot so Jadžna (žrtveni) ogenj, njegov dim, pepel in plameni, rastlina Soma in vol, ki je na hrbtu nosil les za vedsko žrtvovanje, dali prostor predstavam o svetlosti Šivinega telesa, so njegov rjavo rjavi sprijeti lasje, njegovo modro grlo in jahanje na Šivinem biku je Jupa-Skambha pravočasno odstopil od Šiva-Linge. V besedilu Linga Purana je ista himna razširjena v obliki zgodb, ki naj bi vzpostavile slavo velikega Stambhe in superiornost Šive kot Mahadeve.
V Atharvavedi je hvalnica, ki hvali steber (stambha), in to je eden od možnih izvorov čaščenja linga. Po Svamiju Vivekanandi je Šiva-linga izvirala iz ideje o Jupa-Stambhi ali Skambhi vedskih ritualov, kjer je izraz pomenil žrtveno mesto, ki je bilo nato idealizirano kot večni Brahman. Jupa-Skambha je sčasoma zamenjala Šiva-Linga, zelo verjetno z vplivom budistične stupe, oblikovane kot vrh kamnitega linga, glede na Vivekananda.

### Zgodnja ikonografija in templji
Gudimallam Lingam, eden najstarejših primerkov lingama, je še vedno v čaščenju v templju Parašuramešvara, Gudimallam, v hribovitem gozdu približno 20 kilometrov vzhodno od Tirupatija v Andra Pradeš. Datirano je bilo v 3. stoletje pr. n. št. ali v 2. stoletje pr. n. št. in večinoma velja, da je iz 3. do 1. stoletja pr. n. št., čeprav so bili predlagani nekateri poznejši datumi. Kamniti lingam je očitno predstavitev anatomsko natančnega falusa s figuro Lakuliša, asketske manifestacije Šive, vklesano na sprednji strani, ki v rokah drži antilopo in sekiro. Stoji na vrhu Apasmara (demonskega) škrata, ki simbolizira duhovno nevednost, pohlep, čutne želje ali Kamo in nesmiselno govorjenje na duhovni poti, zato ga je treba obvladati v duhovnih prizadevanjih.
V tej najzgodnejši predstavitvi falična upodobitev ponazarja osrednjo vlogo energijskega principa Urdhja Retas (sanskrt ऊर्ध्वरेतस् IAST: Ūrdhvaretas, dobesedno »vzpon vitalnih energij ali tekočin«), tok energije navzgor v duhovnih prizadevanjih in praksi celibata (Brahmacarja), v nasprotju s plodnostjo ali sproščanjem vitalnih energij. Lakuliso kot asketsko manifestacijo Šive opazimo v poznejših polotoških indijskih svetih spisih, katerih itifalični vidiki pomenijo asketizem in ohranjene možnosti razmnoževanja (Brahmacarja ali celibat), ne pa zgolj erotizem. Po mnenju Stelle Kramrisch slikovnega simbola Gudimallam lingama ne bi smeli zamenjati za plodnost ali spolnost zaradi nepopolnega ali nečistega razumevanja temeljnih prefinjenih načel.
Bhita linga – zdaj v muzeju Lucknov – je prav tako datirana v približno 2. stoletje pr. n. št. in ima štiri usmerjene ploskve na stebru in pisavo Brahmi na dnu. Nad štirimi obrazi ima Bhita linga doprsni kip moškega z levo roko, ki drži vazo, z desno roko pa mudro abhaja (brez strahu). Sam steber je spet realistična upodobitev falusa, vendar ne simbolizira niti plodnosti niti spolnosti, temveč prefinjena energetska načela Urdha Retas med sanjaso ali asketizmom.
Arheološko najdišče Mathura je razkrilo podobne lingame, s stoječim Šivo spredaj (2. stoletje n. št.) in z enim ali štirimi obrazi okoli stebra (1. do 3. stoletje n. št.).
Številni kamniti in jamski templji od sredine do poznega 1. tisočletja so opremljeni z lingami. Tempelj Bhumara v bližini mesta Satna Madja Pradeš je na primer na splošno datiran v obdobje Guptskega imperija iz poznega 5. stoletja in ima Ekamukha Lingam.

### Mahabharata
Po besedah Wendy Doniger je lingam v Mahabharati predstavljen kot falična oblika, ki namiguje na Sthula sarira Šive, čeprav ni primarni pomen, vendar pomeni veliko več kot to. Antropomorfna oblika v tem posebnem kontekstu deluje kot »subtilno telo« (Lińga Śarīra)[92] Šive v Mahabharati. To je izjemno bogata evokacija silne moči v kozmičnem obsegu, čeprav navaja neumno falično. Donigerjeva nadalje ugotavlja, da je bil Šiva imenovan z mnogimi imeni, vključno z Rudro ali Gospodar gore. Poglavje 10.17 Mahabharate se prav tako nanaša na besedo sthanu v pomenu »neživega stebra« kot tudi na »ime Šive, ki označuje nepremično, asketsko, deseksualizirano obliko lingama«, saj recitira legendo, ki vključuje Šivo, Brahma in Prajapati. Ta mitologija prepleta dve polarnosti, eno, kjer lingam predstavlja potencialno razmnoževalni falus (plodni lingam) in njegovo nasprotje »stebru podoben odpovednik spolnosti« (asketski lingam), pravi Donigerjeva.

## Ikonografija in bogoslužje
Tradicionalni obredi lingama v večjih Šivinih templjih vključujejo daritve rož, trave, posušenega riža, sadja, listov, vode in mlečne kopeli. Duhovniki pojejo hvalnice, medtem ko bhakte odidejo v svetišče na daršano, čemur sledi obhod svetišča v smeri urinega kazalca. Na stenah svetišča so običajno reliefi Dakšinamurtija, Brahme in Višnuja. Pogosto so v bližini svetišča druga svetišča, zlasti za Šakti (Durga), Ganeša in Murugan (Kartikeja). V hindujski tradiciji posebna romarska mesta vključujejo tista, kjer so naravni lingami v obliki valjastih skal ali ledu ali skalnatega griča. Ti se imenujejo Svajambhuva lingam in okoli 70 jih je znanih na Indijski podcelini, najpomembnejši je eden v Kašiju (Varanasi), ki mu sledijo Prajaga, Naimiša in Gaja.
Zgodovinska ikonografija lingama je vključevala:
- Mukhalingam, kjer je na lingamu izrezljan Šivin obraz. Ekmukha lingam ima samo en obraz, Čaturmukha lingam ima štiri obraze v kardinalnih smereh, medtem ko ima Pančamukha lingam skupaj pet (peti je na vrhu) in predstavlja Sadašivo. Med različicami mukha-lingama je različica s štirimi obrazi pogostejša.[38]
- Aštotara-sata linga, kjer je 108 miniaturnih lingov vklesanih na pudžabhaga (glavni linga) po določenih geometrijskih načelih.[39]

- Sahasra linga, kjer je 1001 miniaturni linga vklesan na pudžabhaga (glavni linga) po določenih geometrijskih načelih (v 99 navpičnih črtah, 11 vodoravnih).[40]
- Dhara linga, kjer imajo lingi od pet do štiriinšestdeset nagubanih ploskev, pri čemer so praštevila in večkratniki štirih posebej priljubljeni.[41]
- Lingodbhavamurti, kjer se vidi, da Šiva prihaja iz notranjosti ognjenega lingama. Na vrhu te ikone je včasih relief laboda ali gosi, ki predstavlja Brahmo, in merjasec na dnu, ki predstavlja Višnujev avatar Varaha. To odraža legendo Šaiva, ki opisuje tekmovanje med Brahmo, Šivo in Višnujem, kdo ima prednost in premoč.

Lingam je lahko izdelan iz gline (mrinmaja), kovine (lohaja), dragega kamna (ratnaja), lesa (daruja), kamna (sailaja, najpogostejši) ali odpadnega materiala (kšanika). Metoda gradnje, razmerja in oblikovanje so opisani v besedilih Šaiva Agama. Lingam je običajno nameščen v središču pindike (imenovane tudi joni ali pithas, ki simbolizira Šakti). Pindika je lahko okrogla, kvadratna, osmerokotna, šesterokotna, dvanajstkotna, šestnajststrana, eliptična, trikotna ali drugačna oblika. Nekateri lingami so miniaturizirani in se nosijo na osebi, na primer Lingajati v ogrlici. Ti se imenujejo čala-lingami. Priročniki za načrtovanje hindujskih templjev priporočajo geometrijska razmerja za lingo, svetišče in različne arhitekturne značilnosti templja v skladu z določenimi matematičnimi pravili, ki jih ima za popolna in sveta. Antropolog Christopher John Fuller navaja, da čeprav je večina kiparskih podob (murti) antropomorfnih ali teriomorfnih, je anikonična Šiva Linga pomembna izjema.
Po Šaiva Sidhanti je linga idealen substrat, v katerega bi moral častilec namestiti in častiti Sadāśivo s petimi obrazi in desetimi rokami, obliko Šive, ki je osrednje božanstvo te šole šaivizma.
Različne sloge ikonografije lingama najdemo na Indijski podcelini in jugovzhodni Aziji.

## Galerija
- Linga znotraj ograje (levo), ki jo častijo Gandharva krilata bitja. Umetnost iz Mathure, približno 100 pr. n. št.[44]
- Šiva Linga, ki so ga častili kušanski bhakte, okoli 2. stoletja
- Lingodbhaja (obdobje Čola)
- Lingodbhaja (obdobje Čola)
- Badavlinga, Hampi (Imperij Vidžajanagara)
- Osemobrazni Šivalingam v templju Pašupatinath v Mandsaurju, Madja Pradeš
- Linga iz naravnega kamna, Arunačal Pradeš
- Mukhalinga s štirimi obrazi iz 10. stoletja, Nepal
- 64 lingamov (Nepal)
- Plošča linga-joni iz 11. stoletja z vernikom (Nepal)
- Lingam iz obdobja Angkor, provinca Battambang (Kambodža)
- Linga-joni, Java (Indonezija)
- Bakren lingam v svetišču Cát Tiên, Vietnam
- Jatalinga z jonijem (Champa, Vietnam)
- Lingam v templjih Katas Radž v severnem Pakistanu
- Ganeša in Šiva-linga, Chiang Rai, Tajska